# 伍德兰希尔斯 (犹他州)
伍德兰希尔斯（英語：Woodland Hills）是美国犹他州犹他县下属的一座城市。建市于1970年，面积大约为2.26平方英里（5.9平方公里），海拔约为5,331英尺（1,625米）。根据2010年美国人口普查，该市有人口1,344人。